# 인도 자치령
인도 자치령(힌디어:  भारत अधिराज्य), 공식 명칭 인도 연방은 현대의 인도의 전신이다. 1947년 성립되었으며 1950년 1월 26일 인도의 헌법이 제정됨으로써 오늘날의 인도 공화국으로 계승되었다.

## 같이 보기
- 인도 제국
- 인도 공화국